# Walter Mischel
Walter Mischel (ur. 22 lutego 1930 w Wiedniu, zm. 12 września 2018 w Nowym Jorku) – amerykański psycholog.

## Życiorys
Walter Mischel urodził się 22 lutego 1930 roku w Wiedniu w rodzinie żydowskiej, jego ojciec był przedsiębiorcą. Po anschlussie Austrii (1938) wraz z rodziną wyemigrował do Stanów Zjednoczonych i w 1940 roku osiedlił się na Brooklynie, gdzie jego rodzice otworzyli sklep. Po ukończeniu szkoły otrzymał stypendium na New York University.
Początkowo zainteresowany medycyną, zajął się ostatecznie psychologią, z której uzyskał licencjat w 1951 roku. Wyspecjalizował się w psychologii klinicznej i zdobył magisterium w tej dziedzinie na City College of New York (1953), następnie doktorat na Ohio State University (1956). Kolejne dwa lata spędził jako wykładowca na University of Colorado, a następnie przeniósł się na Uniwersytet Harvarda (1958−1962), Uniwersytet Stanforda (1962−1982) i Columbia University (od 1983). W wolnych chwilach malował i rzeźbił.
W końcu lat 60. Mischel zaczął badać zjawisko opóźnionej gratyfikacji, czyli zdolności do rezygnacji z natychmiastowych, ale niewielkich korzyści na rzecz odłożonych w czasie, ale większych korzyści. Na potrzeby swoich badań przeprowadził eksperyment na dzieciach w wieku przedszkolnym, którym oferował dwa cukierki marshmallow, w zamian za rezygnację z jednego. Kolejna tura badań, prowadzona po upływie kilku lat, pokazała, że dzieci mające zdolność dłuższego opierania się pokusie zjedzenia cukierka, odnosiły większe sukcesy edukacyjne, cieszyły się lepszym zdrowiem i budowały zdrowsze relacje międzyludzkie.
W czasie pracy na Harvard University poznał i poślubił Harriet Nerlove, z którą miał trzy córki. Wspólnie z żoną pracował przy kilku projektach naukowych, w następnych latach para rozwiodła się.